# Kent Hughes
Kent Fraser Hughes, född 21 januari 1970, är en kanadensisk idrottsledare och befattningshavare som är general manager för ishockeyorganisationen Montreal Canadiens i National Hockey League (NHL) sedan den 18 januari 2022.
Han har tidigare varit spelaragent och företrätt ishockeyspelare som bland andra Anthony Beauvillier, Patrice Bergeron, Vincent Lecavalier, Kris Letang och Darnell Nurse.
Han avlade en kandidatexamen vid Middlebury College och en juristexamen vid Boston College Law School. När han studerade vid Middlebury, spelade han ishockey för deras idrottsförening Middlebury Panthers.
Han är äldre bror till Ryan Hughes, som spelade en säsong i NHL under sin spelarkarriär.

## Statistik
| Källa: Utv = Utvisningsminuter | Källa: Utv = Utvisningsminuter | Källa: Utv = Utvisningsminuter |                           | Grundserie                | Grundserie                | Grundserie                | Grundserie                | Grundserie                |                           | Slutspel                  | Slutspel                  | Slutspel                  | Slutspel                  | Slutspel |
| Säsong                         | Lag                            | Liga                           | Matcher                   | Mål                       | Assist                    | Poäng                     | Utv                       | Matcher                   | Mål                       | Assist                    | Poäng                     | Utv                       |                           |          |
| ------------------------------ | ------------------------------ | ------------------------------ | ------------------------- | ------------------------- | ------------------------- | ------------------------- | ------------------------- | ------------------------- | ------------------------- | ------------------------- | ------------------------- | ------------------------- | ------------------------- | -------- |
| 1986–1987                      | Lions du Lac St-Louis          | LHJAAAQ                        | 35                        | 18                        | 36                        | 54                        | 42                        | 2                         | 1                         | 1                         | 2                         | —                         |                           |          |
| 1987–1988                      | Patriotes de Saint-Laurent     |                                | Statistik ej tillgänglig. | Statistik ej tillgänglig. | Statistik ej tillgänglig. | Statistik ej tillgänglig. | Statistik ej tillgänglig. | Statistik ej tillgänglig. | Statistik ej tillgänglig. | Statistik ej tillgänglig. | Statistik ej tillgänglig. | Statistik ej tillgänglig. | Statistik ej tillgänglig. |          |
| 1988–1989                      | Middlebury Panthers            | NCAA                           | 24                        | 11                        | 23                        | 34                        | 18                        | —                         | —                         | —                         | —                         | —                         |                           |          |
| 1989–1990                      | Middlebury Panthers            | NCAA                           | 27                        | 18                        | 38                        | 56                        | 37                        | —                         | —                         | —                         | —                         | —                         |                           |          |
| 1990–1991                      | Middlebury Panthers            | NCAA                           | 23                        | 10                        | 31                        | 41                        | 29                        | —                         | —                         | —                         | —                         | —                         |                           |          |
| 1991–1992                      | Middlebury Panthers            | NCAA                           | 26                        | 15                        | 48                        | 63                        | 58                        | —                         | —                         | —                         | —                         | —                         |                           |          |
| NCAA totalt                    | NCAA totalt                    | NCAA totalt                    | 100                       | 54                        | 140                       | 194                       | 142                       | —                         | —                         | —                         | —                         | —                         |                           |          |